# Куцуфляни (Населица)
Вижте пояснителната страница за други значения на Куцуфляни.
Куцуфляни (на гръцки: Κουτσούφλιανη) е бивше село в Република Гърция, в дем Горуша (Войо), област Западна Македония.

## География
Куцуфляни е било разположено на 4 km северно от Мелидони (Мелидоница), на левия бряг на река Бистрица (Алиакмонас) в западното подножие на Синяк (Синяцико).

## История
В XIX век селото е чифлик.
През Балканската война в 1912 година в селото влизат гръцки части и след Междусъюзническата в 1913 година Куцофляни остава в Гърция. Първото гръцко преброяване от 1913 година го регистрира като ненаселен чифлик. По-късно селото е закрито. Много от жителите на Куцофляни се заселват в Мелидони и името Куцуфляниотис е популярно в селото.
| Година    | 1913 | 1920 | 1928 | 1940 | 1951 | 1961 | 1971 | 1981 | 1991 | 2001 | 2011 | 2021 |
| --------- | ---- | ---- | ---- | ---- | ---- | ---- | ---- | ---- | ---- | ---- | ---- | ---- |
| Население | 0    |      |      |      |      |      |      |      |      |      |      |      |